# تانتال هافنیوم کربید
تانتال هافنیوم کاربید (به انگلیسی: Tantalum hafnium carbide) با فرمول شیمیایی Ta۴HfC۵ یک ترکیب شیمیایی است. 

## ترکیب شیمیایی
- نام‌گذاری اتحادیه بین‌المللی شیمی محض و کاربردی